# TJ Liner
TJ Liner（日语： Tījeirainā */?）是由東武鐵道營運的座位指定列車之愛稱。列車途經東武東上本線。

## 概要
TJ Liner在2008年6月14日開始營運。自特急「Flying東上」號取消後約50年，於東上本線再次設有收費列車行走。但是「TJ Liner」與「Flying東上」相異，「TJ Liner」既是列車愛稱，也是列車類別。
符號顏色（標誌）基本上以藍色為主調。停車站資訊、車站時間表的顏色使用橙色。
在2010年1月，日本鐵道運輸協會創立51周年紀念典禮中，TJ Liner獲得東紀念獎。得獎原因是「東武東上線設定『TJ Liner』與改善整體的運輸形態」。

### 關於名稱
在2007年12月22日至2008年1月17日之間，東武向公眾公開投選新Liner愛稱，包括了「TJ Liner」、「歡迎回來Liner」和「協助Liner」三個名稱。結果「TJ Liner」得到最多票數（4313票），因此便決定了列車愛稱。而「TJ」是指「東上」之日文羅馬字標記中「Tōjō」的「T」和「J」。
後來引入車站編號時，東上線系統的編號是「TJ」字頭，該「TJ」是指「Tōbu Tōjō」的「T」和「J」。

## 運行概況
乘坐此列車必需要支付特別費用，成為了非特急列車但需要支付額外費用的東武東上本線列車。開設此列車是為了提高前往富士見野以北各站的快捷性，以及提供一個舒適的乘車環境（因此列車採用「座位指定制」）。列車的下行列車班次於黃昏以後開出，上行班次於平日早上時間開出。下行列車到達富士見野站後，乘客不需要支付座位指定費用（只需車票）也可乘車，但是不能保証有空位。列車使用可轉換長椅與橫置座位的東武50090型電動列車。該列車在行走TJ Liner時會使用橫置座位。
在TJ Liner登場以後，其他關東大手私鐵也相繼開設通勤Liner，包括西武鐵道的「S-TRAIN」、「拜島Liner」，京王電鐵的「京王Liner」，以及同樣是東武的「TH Liner」，這些列車的車輛也是提供橫置座位。使此列車成為關東大手私鐵中，Liner列車之先驅。當東武50090型電動列車不是行走TJ Liner時，列車的座位會轉換為長椅，當作一般通勤列車使用。
在2021年時間表修正中，平日下行班次設有14班（1至23號前往小川町，25、27號前往森林公園），星期六及假日下行班次設有11班（全部列車前往小川町），平日上行班次設有4班（從森林公園站出發）。
另外，如果時間表嚴重混亂時，TJ Liner有機會暫停服務，或把該班次改為其他列車類別。
在2008年6月開始運行起，由於客量開始慢慢增加。在2011年3月5日時間表修正中，平日增加3班，星期六及假日2班前往森林公園的班次延長至小川町。在2013年3月時間表修正中，所有列車統一前往小川町，並且平日增加1班，星期六及假日增加2班。在2011年起，於毎年12月 - 1月，晚上會開設1班臨時班次。在2014年7月起該臨時班次改於逢星期五開出，在2015年6月起改於逢星期四和五開出。
在2016年3月時間表修正中，平日新設上行列車班次。
在2019年3月16日起，列車的座位安排有所變更，由原本座位定額制（即不設劃位，但不會超賣座位）變為座位指定制。

### 停車站
圖例
●：停車、○：停車（只可乘車）、―：通過、＝：不途經該站
| 方向 | 方向 | 班次數量 ＼站名                | 小川町站 | 武藏嵐山站 | 月之輪站 | 森林公園站 | 東松山站 | 坂戶站 | 川越市站 | 川越站 | 富士見野站 | 池袋站 |
| ---- | ---- | ------------------------------ | -------- | ---------- | -------- | ---------- | -------- | ------ | -------- | ------ | ---------- | ------ |
| 上行 | →    | 平日：4班                      | ＝       | ＝         | ＝       | ●          | ○        | ○      | ―        | ○      | ○          | ●      |
| 下行 | ←    | 平日：14班、星期六及假日：11班 | ●        | ●          | ●        | ●          | ●        | ●      | ●        | ●      | ●          | ●      |

下行列車班次中，所有班次可於富士見野站轉乘準急或普通列車，於川越市站轉乘急行或準急（急行或準急在隨後各站停車）。除了平日的9、13、21、25、27號外，所有班次可於坂戶轉乘越生線列車。除了平日3、7、11、21、23號與以森林公園作為終點站的班次外，均可於小川町轉乘列車前往寄居站。
「TJ Liner」在開始營運時，與「快速急行」列車停靠和光市站和志木站，但通過富士野站。另外，後來新設的川越特急與TJ Liner一樣通過富士見野站，而TJ Liner通過朝霞台時，川越特急則停站，使川越特急與TJ Liner的停車站數目相同。
上行列車會通過川越市站，但下行列車則停靠川越市站。上行列車的唯一下車站是池袋站。

### 使用車輛
在「TJ Liner」開始運行時，使用新造的50090型。車門與車門之間的座位與近鐵的「L/C車」一樣，可轉換為長椅或橫置座位，使「TJ Liner」的列車可以行走其他列車班次，包括「川越特急」與快速急行。當不是行走「TJ Liner」時，座位會轉為長椅。而車廂兩端設有不能轉換座位方向的長椅，這些長椅配有頭枕。在改變為座位指定制前，發售乘車整理券數量時不會計算這些長椅。

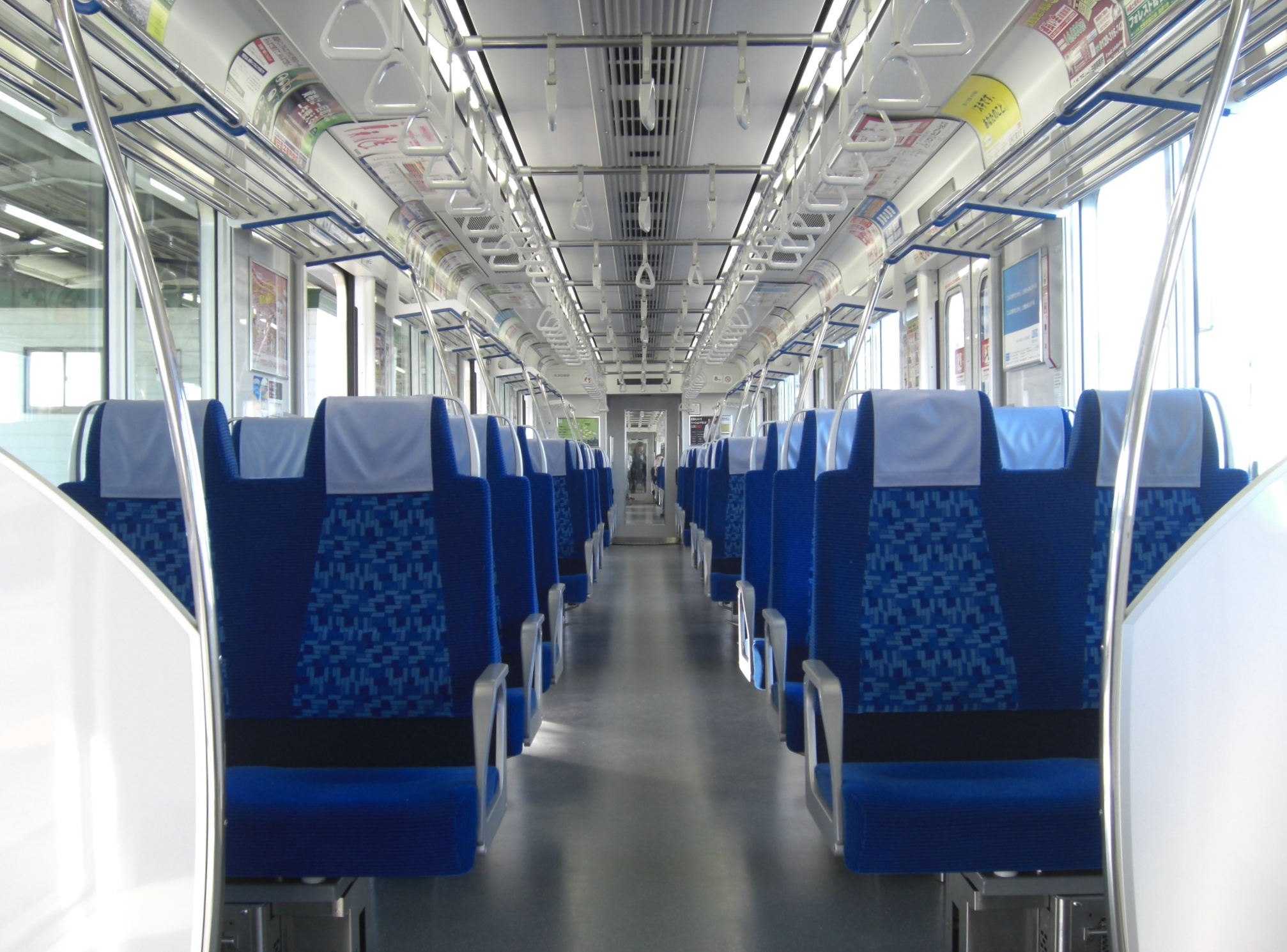
50090型 車內
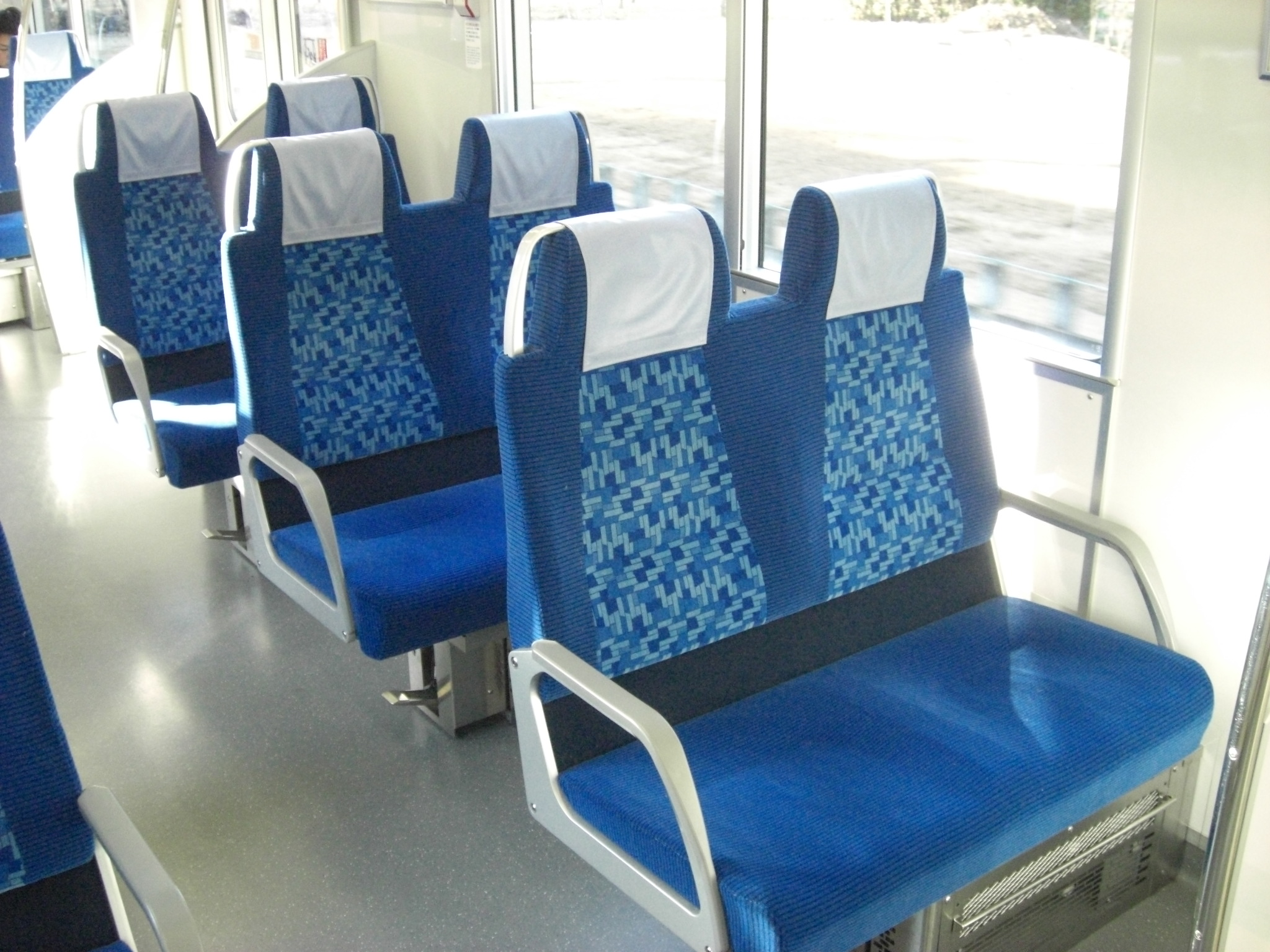
座位（雙人橫置座位）
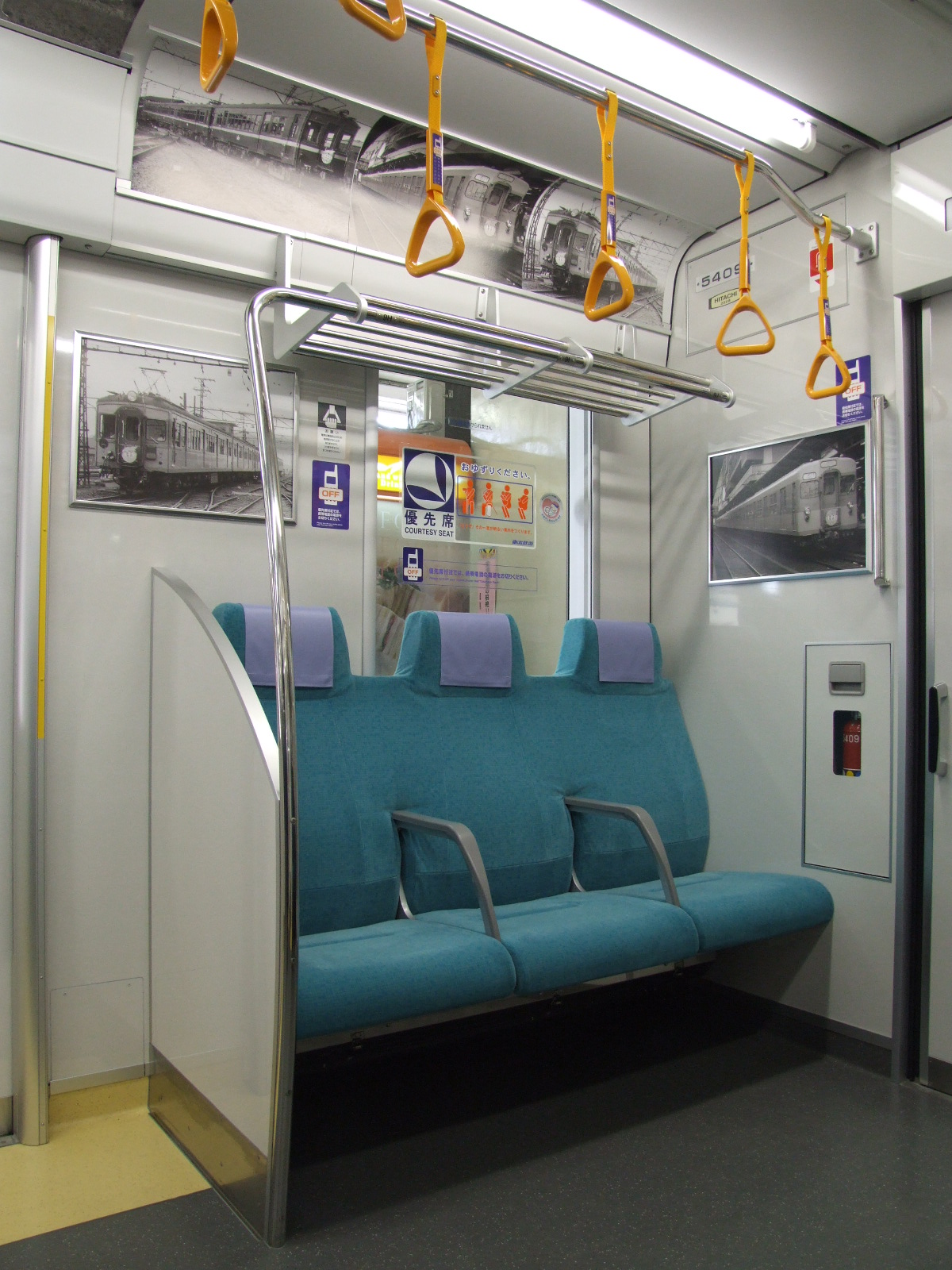
座位（長椅，三人座位與優先席）

## 座位指定券

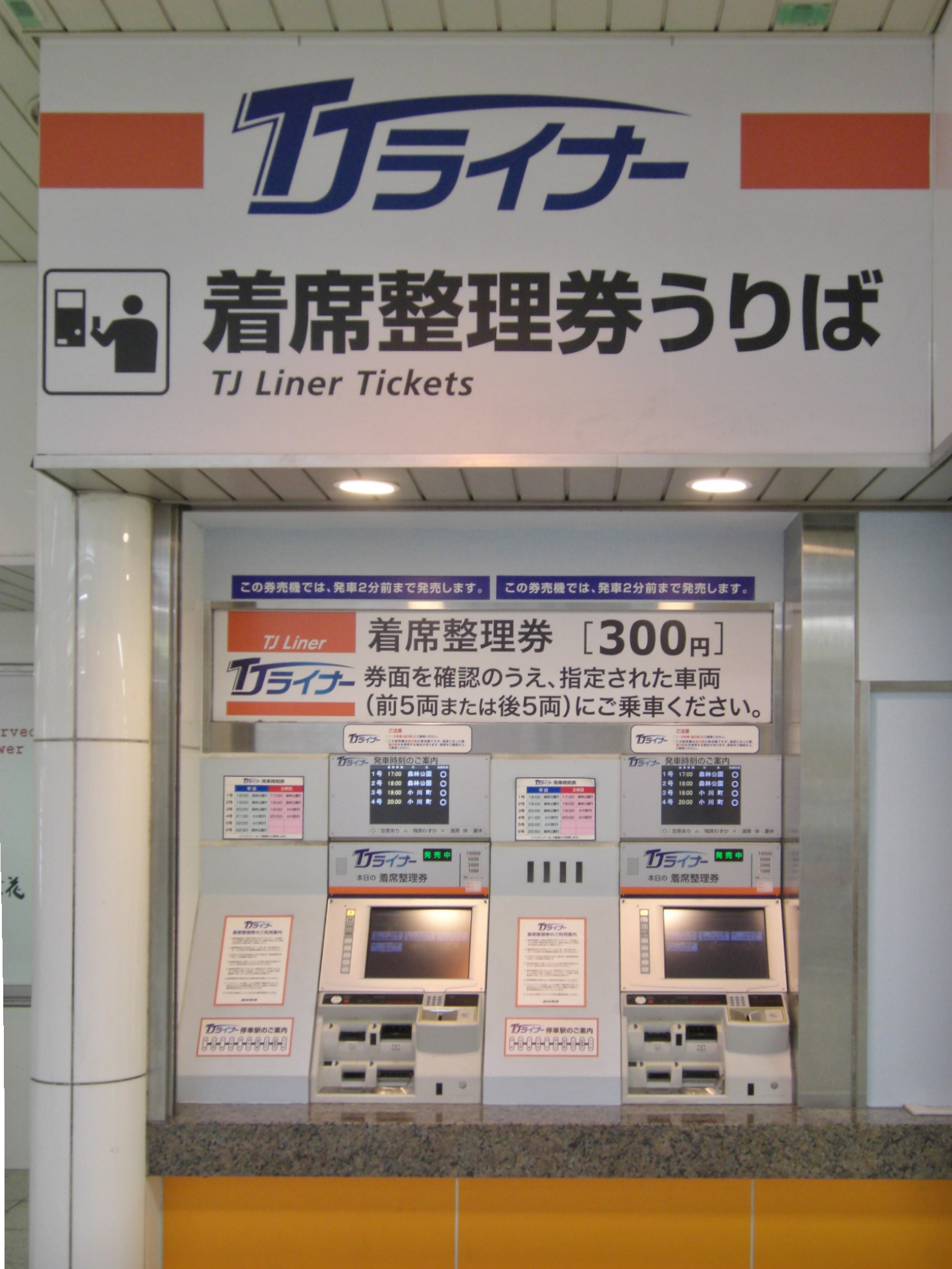
座位整理券 販賣機

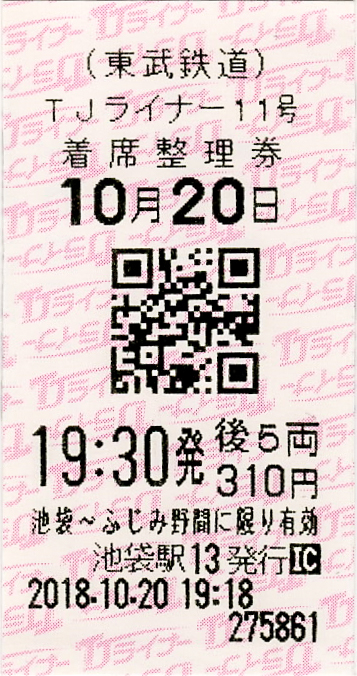
TJ Liner 11號 座位整理券

### 下行列車
當池袋乘車時，除了單程車票外，還需要購買座位指定券（370日圓，小童半價）。在富士見野以北區間，乘客只需要車票便可乘車，但是不能保証有座位。而在單程車票方面，可以使用定期票、回數票等車票代替。
TJ Liner在池袋站於5號月台出發。為了確認乘客擁有座位指定券，因此在中央口2、北口剪票口與5號月台之間的樓梯處，以及南出口與5號月台入口處，均放置了二維碼閱讀器（這個部分被稱為「Liner剪票口」），乘客把座位指定券上的二維碼放在閱讀器上便可通過並乘車。但是，中央口1剪票口與5號月台之間的樓梯處是不能進入5號月台。而在下午4時起，5號月台會間歇性封閉。
在剪票口外的自動售票機中，可從當日首班車起至列車出發前2分鐘購買座位指定券。在剪票口內的自動售票機中，可從列車出發前30分鐘至出發前1分鐘購買座位指定券。免票服務的購入限期為乘車日一星期前的早上4:50至出發前5分鐘。在各大堂中設有液晶體熒幕，顯示座位指定券的販賣情況。當座位還有50個或以上時會顯示「○」，當座位只有剩下1-49個時會顯示「△」，當沒有座位時會顯示「×」，當列車暫停服務時會顯示「休」。再顯示「△」時，乘客不可一次過購買多於一張座位指定券。
在實施座位指定制前，座位整理券的自動售票機會設有兩款，一款是只發售「前5輛」的座位整理券，售票機分別設置於中央口2剪票口外和中央口2、北出口剪票口與5號月台樓梯附近。另一款是只發售「後5輛」的座位整理券，售票機分別設置於南出口的售票處（剪票口外）和南出口剪票口附近（剪票口內）。

### 上行列車
上行班次方面，不同乘車站的座位指定券費用相異，若於森林公園站、東松山站、坂戶站和川越站乘車時，費用為470日圓。在富士見野站乘車時，費用為370日圓。小童半價。
座位指定券可於富士見野站至玉淀站之間各站，池袋站，以及所有越生線車站的自動售票機（可購買東武本線的特急券之機種）中購買，也可以利用免票服務購入座位指定券。在自動售票機中，可從乘車日的前日起購入座位指定券（但是如果乘車前日時TJ Liner的運輸日，則為該列車出發後才可購買）。免票服務可於乘車日一星期前的早上4:50起開始購入座位指定券。與下行列車同樣，可以使用定期票、回數票等車票代替單程車票。
與下行列車相異，除了終點站外，所有中途站均不可下車。而乘車的車門方面，森林公園站和東松山站只有1處，坂戶站、川越站和富士見野站則有2處。
在實施座位指定制前，發售座位數量與指定車廂編號是按照乘車站而決定。森林公園站、東松山站和富士見野站3站合共提供92席（指定車廂編號為5號、6號車廂），坂戶站、川越站2站合共提供172席（指定車廂編號方面，坂戶站為1至4號，川越站為7至10號車廂）。

### 免票服務與開始使用二維碼
使用免票服務時，乘客需要使用手提電話連接互聯網，隨後使用信用卡購入座位整理券，便會在手提電話中顯示一個二維碼。那麼乘客便不需要在池袋站的售票機購買座位整理券，可直接乘車。使用該服務時需要登記成為「東武攜帶Net會員」。
在開設免票服務時，於售票機發售的座位整理券也會印上二維碼。在此之前，職員和保安會確認乘客是持有整理券。
而免票服務是在2009年9月15日開始實施。

### 當發生暫停服務等情況時的退票安排
當「TJ Liner」發生「整個區間暫停服務」或「池袋站 → 富士見野站之間暫停服務」或「富士見野站（下行）、池袋站（上行）到達時間延誤90分鐘以上」時，乘客可辦理退票手續而不需要手續費。
在其他情況下，當列車出發前要求退票的話，需要支付手續費100日圓。

## 歷史
關於東武東上本線的優等列車演變，參見東武東上本線特急列車演變。
- 2007年（平成19年）11月22日：發表於2008年6月起在東武東上線引入新的Liner[14]。
- 2008年（平成20年）6月14日：新設座位定員制的新Liner「TJ Liner」[15]。平日設有6班，星期六及假日設有4班[16]。
- 2009年（平成21年）
  - 9月15日：開設免票服務，同時於座位整理券上設有二維碼以作確認[13]
  - 11月5日：使用人次超過100萬人，舉行了紀念活動[17]。
- 2011年（平成23年）
  - 3月5日：平日增加3班，星期六及假日2班從前往森林公園延長至小川町[8][9]。
  - 12月8日：限定於12月開設「臨時TJ Liner」，在池袋於23:20出發前往森林公園（9、15、16、22日行走）[18]。
- 2012年（平成24年）：12月7日：限定於12月的逢星期四與五開設「臨時TJ Liner」，在池袋於23:20出發前往森林公園[19]。
- 2013年（平成25年）
  - 3月16日：平日增加1班，於池袋在21:30出發前往小川町，星期六及假日增加2班，於池袋在18:30和19:30出發前往小川町[20]。
  - 12月6日：限定於12月的逢星期四與五，以及2014年1月的逢星期四開設「臨時TJ Liner」，在池袋於23:20出發前往森林公園[21]。
- 2014年（平成26年）
  - 4月1日：隨著消費稅稅率增加，座位整理券增加10日圓。
  - 7月4日：「臨時TJ Liner」的行走日期變為逢星期五（「臨時TJ Liner」班次是在池袋於23:20出發前往森林公園）[22][23]。
- 2015年（平成27年）
  - 5月7日：在逢星期五於「TJ Liner 10號」後的「臨時TJ Liner」（在池袋於23:20出發前往森林公園）之班次加開逢星期四[24]。
  - 6月12日 - 6月25日：為紀念池袋站發車音樂更新與TJ Liner7周年，列車車頭裝上了紀念牌[25]。
  - 6月14日：舉行TJ Liner7周年紀念活動[25]。
- 2016年（平成28年）
  - 3月16日：當日引入自動廣播，由久野知美（日语：久野知美）負責[26]
  - 3月26日：實際時間表修正，設有以下變更[10]。
    - 平日新設上行班次。使班次號碼重新分配，下行班次是單數，上行班次是雙數。
    - 下行班次於平日與星期六及假日各增加3班。使由當天起，平日從下午6時至凌晨0時，星期六及假日從下午5時至9時之間，設有每30分鐘一班的TJ Liner。平日增加3班，增加的班次中，2班是前往森林公園。
- 2018年（平成30年）
  - 7月28日：為了紀念TJ Liner 10周年，由東武Top Tours（日语：東武トップツアーズ）舉行了「TJ Liner 10周年紀念 粉絲感謝團」。參加者可於森林公園檢修區（日语：森林公園検修区）拍攝50090系5卡編成和8000系（日语：東武8000系電車）2卡編成[27][28]。
- 2019年(平成31年／令和元年)
  - 3月16日：由座位定員制變為座位指定制[11]。平日增加在池袋於17:30出發的班次，假日增加在池袋於21:30和22:00出發的班次。使由當天起，平日從下午5時半至凌晨0時，星期六及假日從下午5時至10時之間，設有每30分鐘一班的TJ Liner[29]。另外，使用列車開始與「川越特急」共通。
  - 10月1日：隨著消費稅稅率增加，座位指定券增加10日圓。
- 2021年(令和3年)
  - 3月13日：實際時間表修正，平日早上增加2班上行班次。在修正後，平日上行共有4個班次[30]。

## 特別班次

### 新Liner愛稱決定紀念號
在2008年3月23日，於森林公園檢修區舉行「新Liner愛稱決定紀念活動」，當日開設臨時班次，從池袋前往森林公園。使用50090型行走。
該列車只讓那些曾經寄明信片的人，並且在這些人當中抽出幸運兒，才得到來回車票。原本只計劃開設1班列車，後來由於人數眾多，因此最後開設2班列車。乘車的人士可得到乘車紀念證明（硬式車票）。
1號在池袋於9:33出發，在森林公園於10:28到達，2號在池袋於9:46出發，在森林公園於10:49到達。

### 七峰號
在2008年4月20日，隨著舉行「第23屆 外秩父七峰縱走遠足大會」，當時開設了臨時班次。
列車在池袋站於6:19出發，在大會集合車站小川町站於7:36到達，只有1班列車。使用50090型行走。停車站與急行列車相同，車廂配置使用橫置座位。
雖然該列車主要是該參加者乘坐，但是實際上非參加者也可乘車。

### PRE TJ Liner
在2008年6月7日開設了「PRE TJ Liner」臨時班次。這是為了同年6月14日「TJ Liner」正式開始營運前先行試營運。使用50090型行走。車內廣播與車身的方向牌也是首次在營運路線中出現。
列車在池袋站於17:02出發，在森林公園站於18:03到達，只有1個班次。停車站與「TJ Liner」相同。
乘客需要在東武百貨店池袋店於5月下旬起購買3,000日圓以上的貨品便可得到於池袋乘車資格，名額200名，先到先得。每人可得到2張座位整理券（硬式車票）與紀念品。與「TJ Liner」，這些乘客需要在Liner剪票口展示整理券才可於5號月台乘車。
另外，在富士見野以北乘車的乘客不需要整理券也可乘車。

## TJ Liner之歌
- 歌曲名稱：TJ Liner
- 作詞／作曲／歌手：TJ Boys

該歌曲是在2008年夏天，由山葉音樂教室的3個小學生作詞和作曲。於同年11月，於山葉音樂教室主辦的「少年·原創·音樂會」中發表。
在「TJ Liner」開始營運1周年的2009年6月14日，歌曲於池袋站向公眾發布，並且免費發放該歌曲的CD。

## 注腳

## 外部連結
- 介紹TJ Liner （页面存档备份，存于）（日語） - 東武鐵道